# Marinko Matosevic
Marinko Matosevic, né Marinko Matošević le 8 août 1985 à Jajce en Yougoslavie, est un joueur de tennis australien, professionnel de 2003 à 2018.
Son meilleur classement en simple est 39e mondial, obtenu le 25 février 2013.

## Carrière
Marinko Matosevic joue ses premiers Future en Australie en 2003. Il participe pour la première fois au tableau principal d'un tournoi Challenger à Caloundra en 2006 puis en 2007. Sa finale au Challenger de Melbourne en février 2009 contre Bernard Tomic lui permet de prendre 48 places à l'ATP et de quitter définitivement le circuit Future dont il avait du mal à se détacher. Cette année-là, il participe aux qualifications des quatre Grand Chelem sans passer le deuxième tour.
En 2010, il atteint le premier tour du Tournoi de Sydney, battu par Andreas Seppi puis le second tour à l'Open d'Indian Wells, battu par Jo-Wilfried Tsonga. Il remporte la même année les Challenger d'Aptos et de Calabasas.
En 2011, il obtient une wild card pour jouer directement dans le tableau principal de l'Open d'Australie. Il est battu par Ričardas Berankis en trois sets 6-4, 6-2, 7-5. Il est aussi battu au premier tour de Roland Garros (6-4, 6-4, 6-76, 6-2) et de l'US Open (3-1, Ab.) par Juan Ignacio Chela.
En 2012, après s'être extirpé des qualifications et avoir battu Ivo Karlović, Alex Bogomolov, Ernests Gulbis et Dudi Sela, il atteint la finale du tournoi de Delray Beach contre Kevin Anderson. Il était alors classé 173e. Il enchaîne sur un quart à l'Open de Munich, éliminé par Philipp Kohlschreiber et sur une victoire au Challenger d'Athènes qui lui permet d'entrer dans le top 100 à l'ATP. Il participe ensuite aux quarts de finale du Tournoi d'Eastbourne, battu par Steve Darcis et aux demi finale du Tournoi de Los Angeles, battu par Ričardas Berankis.
En 2013, il est battu en demi finale du Tournoi de Memphis par Kei Nishikori sur abandon. Cette performance lui permet d'atteindre son meilleur classement: 39e. Il atteint également le troisième tour à l'Open d'Indian Wells, éliminé par Sam Querrey (7-65, 6-77, 7-5) et du Queen's, battu par le futur vainqueur Andy Murray (6-2, 6-2).

## Palmarès

### Titre en simple
Aucun

### Finale en simple (1)
| No | Date       | Nom et lieu du tournoi                                        | Catégorie | Surface    | Vainqueur      | Score     |          |
| -- | ---------- | ------------------------------------------------------------- | --------- | ---------- | -------------- | --------- | -------- |
| 1  | 27/02/2012 | Delray Beach International Tennis Championships, Delray Beach | ATP 250   | Dur (ext.) | Kevin Anderson | 6-4, 7-62 | Parcours |

### Titre en double
Aucun

### Finale en double (1)
| No | Date       | Nom et lieu du tournoi | Catégorie | Surface    | Vainqueurs                 | Partenaire     | Score             |          |
| -- | ---------- | ---------------------- | --------- | ---------- | -------------------------- | -------------- | ----------------- | -------- |
| 1  | 11/02/2013 | SAP Open San José      | ATP 250   | Dur (int.) | Xavier Malisse Frank Moser | Lleyton Hewitt | 6-0, 65-7, [10-4] | Parcours |

### Titres et finales enChallenger(4-3)

#### En simple
| Résultat  | Date (finale) | Tournoi              | Prize Money | Adversaire en finale | Rang | Score         |
| --------- | ------------- | -------------------- | ----------- | -------------------- | ---- | ------------- |
| Finaliste | Février 2009  | Melbourne Challenger | 50 000$     | Bernard Tomic        | 536e | 5-7, 6-4, 6-3 |
| Finaliste | Juin 2010     | Ojai Challenger      | 50 000$     | Bobby Reynolds       | 375e | 3-6, 7-5, 7-5 |
| Victoire  | Juillet 2010  | Aptos Challenger     | 75 000$     | Donald Young         | 113e | 6-4, 6-2      |
| Victoire  | Juillet 2010  | Calabasas Challenger | 50 000$     | Ryan Sweeting        | 117e | 2-6, 6-4, 6-3 |
| Victoire  | Février 2012  | Caloundra Challenger | 50 000$     | Greg Jones           | 219e | 6-0, 6-2      |
| Victoire  | Mai 2012      | Athènes Challenger   | 42 500€     | Ruben Bemelmans      | 146e | 6-3, 6-4      |

#### En double
| Résultat  | Date (finale) | Tournoi           | Partenaire        | Adversaires                  | Score             |
| Finaliste | Février 2011  | Burnie Challenger | Jose Statham (en) | Philip Bester Peter Polansky | 6-4, 3-6, [14-12] |

## Parcours dans les tournois duGrand Chelem

### En simple
| Année | Open d'Australie | Open d'Australie | Internationaux de France | Internationaux de France | Wimbledon       | Wimbledon       | US Open         | US Open       |
| ----- | ---------------- | ---------------- | ------------------------ | ------------------------ | --------------- | --------------- | --------------- | ------------- |
| 2010  | 1er tour (1/64)  | M. Chiudinelli   | —                        | —                        | —               | —               | —               | —             |
| 2011  | 1er tour (1/64)  | R. Berankis      | —                        | —                        | 1er tour (1/64) | J. I. Chela     | 1er tour (1/64) | J. I. Chela   |
| 2012  | 1er tour (1/64)  | Gaël Monfils     | —                        | —                        | 1er tour (1/64) | Xavier Malisse  | 1er tour (1/64) | Marin Čilić   |
| 2013  | 1er tour (1/64)  | Marin Čilić      | 1er tour (1/64)          | David Ferrer             | 1er tour (1/64) | Guillaume Rufin | 1er tour (1/64) | Tommy Robredo |
| 2014  | 1er tour (1/64)  | Kei Nishikori    | 2e tour (1/32)           | Andy Murray              | 2e tour (1/32)  | Jérémy Chardy   | 1er tour (1/64) | Roger Federer |
| 2015  | 2e tour (1/32)   | Andy Murray      | 1er tour (1/64)          | Thomaz Bellucci          | 1er tour (1/64) | Liam Broady     | —               | —             |

N.B. : à droite du résultat se trouve le nom de l'ultime adversaire.

### En double
| Année | Open d'Australie                 | Open d'Australie       | Internationaux de France    | Internationaux de France       | Wimbledon                | Wimbledon             | US Open                   | US Open               |
| ----- | -------------------------------- | ---------------------- | --------------------------- | ------------------------------ | ------------------------ | --------------------- | ------------------------- | --------------------- |
| 2010  | 1er tour (1/32) B. Tomic         | M. Damm F. Polášek     | —                           | —                              | —                        | —                     | —                         | —                     |
| 2011  | 1er tour (1/32) J. Millman       | F. López J. Mónaco     | —                           | —                              | —                        | —                     | —                         | —                     |
| 2012  | 2e tour (1/16) C. Ebelthite      | R. Lindstedt H. Tecău  | 1er tour (1/32) A. Fisher   | S. Lipsky R. Ram               | —                        | —                     | 1/8 de finale J. Levine   | L. Paes R. Štěpánek   |
| 2013  | 1er tour (1/32) D. Gimeno-Traver | M. Barton J. Millman   | 1er tour (1/32) J.-P. Smith | J. Dasnières de Veigy F. Serra | 2e tour (1/16) F. Moser  | Ł. Kubot M. Matkowski | 1er tour (1/32) G. Žemlja | N. Davydenko M. Elgin |
| 2014  | 1er tour (1/32) M. Przysiężny    | C. Fleming R. Hutchins | 2e tour (1/16) A. Falla     | J. Benneteau É. Roger-Vasselin | 1er tour (1/32) A. Falla | C. Guccione L. Hewitt | —                         | —                     |
| 2015  | 1er tour (1/32) M. Baghdatís     | R. Bopanna D. Nestor   | —                           | —                              | —                        | —                     | —                         | —                     |

N.B. : le nom du ou de la partenaire se trouve sous le résultat ; le nom des ultimes adversaires se trouve à droite.

### En double mixte
| Année | Open d'Australie            | Open d'Australie         | Internationaux de France | Internationaux de France | Wimbledon | Wimbledon | US Open | US Open |
| ----- | --------------------------- | ------------------------ | ------------------------ | ------------------------ | --------- | --------- | ------- | ------- |
| 2011  | 2e tour (1/8) S. Ferguson   | B. Mattek-Sands H. Tecău | —                        | —                        | —         | —         | —       | —       |
| 2012  | 1er tour (1/16) O. Rogowska | C. Dellacqua M. Ebden    | —                        | —                        | —         | —         | —       | —       |
| 2013  | 1er tour (1/16) O. Rogowska | K. Srebotnik N. Zimonjić | —                        | —                        | —         | —         | —       | —       |

N.B. : le nom de la partenaire se trouve sous le résultat ; le nom des ultimes adversaires se trouve à droite.

## Parcours dans lesMasters 1000
| Année | Indian Wells            | Miami                | Monte-Carlo          | Rome | Madrid             | Canada                 | Cincinnati          | Shanghai           | Paris |
| ----- | ----------------------- | -------------------- | -------------------- | ---- | ------------------ | ---------------------- | ------------------- | ------------------ | ----- |
| 2010  | 2e tour J.-W. Tsonga    | —                    | —                    | —    | —                  | —                      | —                   | —                  | —     |
| 2011  | 1er tour I. Karlović    | —                    | —                    | —    | —                  | —                      | —                   | —                  | —     |
| 2012  | 2e tour J. M. del Potro | 1er tour Robin Haase | —                    | —    | —                  | —                      | 1er tour P. Andújar | 1er tour M. Raonic | —     |
| 2013  | 3e tour Sam Querrey     | 1er tour Dudi Sela   | 2e tour R. Nadal     | —    | 1er tour F. Mayer  | 1/4 de finale R. Nadal | —                   | —                  | —     |
| 2014  | 2e tour T. Robredo      | 2e tour K. Nishikori | 1er tour Marin Čilić | —    | 2e tour John Isner | —                      | 2e tour John Isner  | —                  | —     |
| 2015  | 1er tour Roger-Vasselin | 1er tour J. Nieminen | —                    | —    | —                  | —                      | —                   | —                  | —     |

N.B. : sous le résultat se trouve le nom de l’ultime adversaire.

## Classement ATP en fin de saison

### En simple
| Année | 2004 | 2005 | 2006 | 2007 | 2008 | 2009 | 2010 | 2011 | 2012 | 2013 | 2014 | 2015 | 2016 |
| Rang  | 1197 | 1092 | 602  | 621  | 323  | 171  | 138  | 201  | 49   | 62   | 75   | 296  | 225  |

### En double
| Année | 2005 | 2006 | 2007 | 2008 | 2009 | 2010 | 2011 | 2012 | 2013 | 2014 | 2015 | 2016 |
| Rang  | 1696 | 1052 | 837  | 647  | 648  | 721  | 650  | 114  | 230  | 340  | 650  | 937  |

Source : (en) Classements de Marinko Matosevic sur le site officiel de la Fédération internationale de tennis